# Final Fantasy Crystal Chronicles: Ring of Fates
Final Fantasy Crystal Chronicles: Ring of Fates és un videojoc de rol de Square Enix per a Nintendo DS.
Aquest joc consta d'una visió tridimensional, deixant així les lluites per torns de les anteriors sagues.
En aquesta saga "FF RoF" a part d'un nou motor gràfic, també es pot recollir objectes, saltar, atacar lliurement i utilitzar la màgia en una mena de pilotes de colors (el color depèn de l'atac).